# Edgar Zaldívar
Edgar Zaldívar Valverde (sinh ngày 17 tháng 10 năm 1996 ở San Luis Potosí City, San Luis Potosí) là một cầu thủ bóng đá người México hiện tại thi đấu cho Club Atlas.